# Johann Heinrich Rahn
Pour les articles homonymes, voir Rahn.
Johann Heinrich Rahn (né le 10 mars 1622 à Töss (de) et mort le 27 mai 1676 à Zurich) est un mathématicien suisse.

## Biographie
On lui doit, entre autres, dès 1659, dans son traité d'algèbre (Teutsche Algebra) l'utilisation de : 
- * comme symbole de la multiplication comme dans a * b ;
- ÷ (nommé obelus) comme symbole de la division comme dans {\displaystyle a\div b} ;
- par conséquent « ∴ ».

John Pell collabora avec Rahn à cet ouvrage qui contient un exemple de l'équation de Pell-Fermat, Pell se chargeant de la traduction anglaise du livre de Rahn. Il existe une polémique qui attribue à Pell, plutôt qu'à Rahn, la paternité des notations utilisées.
Rahn fut aussi, semble-t-il, maire de la ville de Zurich en 1655.